# Too Late To Die
「Too Late To Die」（トゥー レイト トゥー ダイ）は、日本のバンドTHE HIGH-LOWSの19枚目のシングルである。2002年9月4日発売。発売元はユニバーサルミュージック。

## 概要
- PV監督は大和田浩樹。

## 収録曲
| 全編曲: THE HIGH-LOWS。 |                                |            |            |       |
| #                       | タイトル                       | 作詞       | 作曲       | 時間  |
| 1.                      | 「Too Late To Die」(Nancy Mix) | 甲本ヒロト | 甲本ヒロト | 3:04  |
| 2.                      | 「曇天」(Nancy Mix)            | 真島昌利   | 真島昌利   | 8:11  |
| 合計時間:               | 合計時間:                      | 合計時間:  | 合計時間:  | 11:15 |

### 楽曲解説
1. Too Late To Die (Nancy Mix)
2. 曇天 (Nancy Mix)
隠しトラックとして「狼ウルフ」が収録

## 収録アルバム

### Too Late To Die
- オリジナル『angel beetle』（2002年11月27日）
- ベスト『flip flop2』（2003年11月12日）
※Nancy Mix
- ベスト『FLASH 〜BEST〜』（2003年11月12日）

### 曇天
- オリジナル『angel beetle』（2002年11月27日）
- ベスト『flip flop2』（2003年11月12日）
※Nancy Mix

## タイアップ
- Too Late To Die：「カレーハウス CoCo壱番屋」CMソング